# 이사마촌
이사마촌(일본어: 伊参村)은 일본 군마현의 북서부 아가쓰마군에 속해있던 촌이다.

## 역사
- 1889년 4월 1일 - 정촌제 시행에 의해 아가쓰마군 이사마촌이 성립하였다.
- 1955년 4월 15일 - 나카노조정, 사와다촌, 이사마촌, 나쿠타촌과 합병해 나카노조정이 성립하였다.

## 교통

### 도로
- 군마현도 제53호선 나카노조 유가와라선(오미치 고개)
- 군마현도 제231호선 다이도 요코선

## 명소・유적지・관광명소・축제・행사

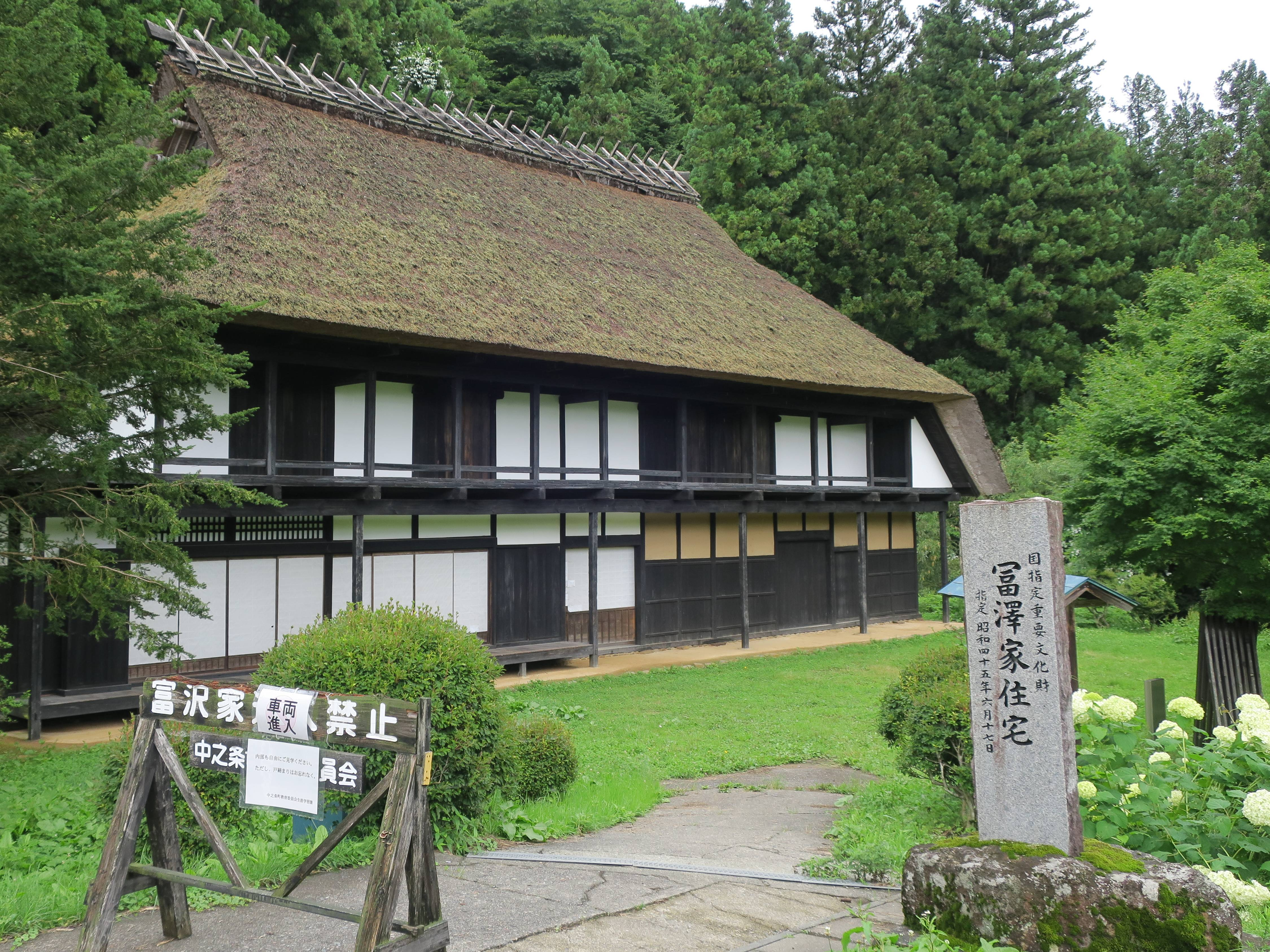
富沢家住宅（冨澤家住宅）